# Gerino Gerini
Gerino Gerini (ur. 10 sierpnia 1928 w Rzymie, zm. 17 kwietnia 2013 w Cremonie) – były włoski kierowca wyścigowy.

## Życiorys
Z pochodzenia szlachcic, w połowie lat 50. testował sportowe samochody Ferrari. W latach 1953–1954 brał udział w Mille Miglia, ale nie ukończył zawodów. W 1956 roku zadebiutował w Formule 1 i w debiucie w Grand Prix Argentyny wraz z Chico Landim zajął czwarte miejsce. W niewliczanym do klasyfikacji Mistrzostw Świata Grand Prix Neapolu zajął trzecie miejsce. Pod koniec lata wygrał swoją klasę w Coppa Inter Europa na torze Monza. W 1958 roku ponownie ścigał się w Formule 1, ale starym i niekonkurencyjnym już wówczas Maserati 250F nie osiągał dobrych wyników. W 1960 roku wziął udział w wyścigu 1000 km Nürburgring, ale go nie ukończył z powodu wypadku.
Po zarzuceniu kariery wyścigowej pracował w Lamborghini. Obecnie mieszka we Florencji.

## Wyniki w Formule 1
| Legenda oznaczeń w tabelach wyników Wyświetl szablon na nowej stronie | Legenda oznaczeń w tabelach wyników Wyświetl szablon na nowej stronie                                                                     |
| Oznaczenie                                                            | Wyjaśnienie |
| --------------------------------------------------------------------- | --- |
| Złoty                                                                 | Zwycięzca lub mistrzostwo |
| Srebrny                                                               | 2. miejsce lub wicemistrzostwo |
| Brązowy                                                               | 3. miejsce lub II wicemistrzostwo |
| Zielony                                                               | Ukończył, punktował (w klasyfikacji generalnej, gdy zdobył co najmniej jeden punkt na przestrzeni sezonu, poza trzema powyższymi opcjami) |
| Niebieski                                                             | Ukończył, nie punktował (w klasyfikacji generalnej, gdy nie zdobył co najmniej jednego punktu na przestrzeni sezonu)                      |
| Czerwony                                                              | Nie zakwalifikował się (NZ) |
| Czerwony                                                              | Nie prekwalifikował się (NPK) |
| Różowy                                                                | Nie ukończył (NU) |
| Różowy                                                                | Niesklasyfikowany (NS) (w klasyfikacji generalnej, gdy nie został sklasyfikowany w żadnym wyścigu sezonu)                                 |
| Czarny                                                                | Zdyskwalifikowany (DK) |
| Czarny                                                                | Wykluczony (WYK/EX) |
| Biały                                                                 | Nie wystartował (NW) |
| Biały                                                                 | Kontuzjowany (K/INJ) |
| Biały                                                                 | Wyścig odwołany (OD/C) |
| Bez koloru                                                            | Został wycofany (WYC/WD) |
| Bez koloru                                                            | Nie przybył (NP/DNA) |
| Bez koloru                                                            | Nie brał udziału w treningach (NT/DNP) |
| Bez koloru                                                            | Nie został zgłoszony (–) |
| Pogrubienie                                                           | Start z pole position |
| Kursywa                                                               | Najszybsze okrążenie wyścigu |
| †                                                                     | Nie ukończył, ale jego rezultat został zaliczony ze względu na przejechanie więcej niż 90% dystansu wyścigu.                              |
| *                                                                     | Sezon w trakcie |
| 1/2/3                                                                 | Punktowana pozycja w sprincie kwalifikacyjnym                                                                                             |
| Lista systemów punktacji Formuły 1                                    | |

| Rok  | Zespół                    | Samochód      | Silnik   | Wyniki w poszczególnych eliminacjach | Wyniki w poszczególnych eliminacjach | Wyniki w poszczególnych eliminacjach | Wyniki w poszczególnych eliminacjach | Wyniki w poszczególnych eliminacjach | Wyniki w poszczególnych eliminacjach | Wyniki w poszczególnych eliminacjach | Wyniki w poszczególnych eliminacjach | Wyniki w poszczególnych eliminacjach | Wyniki w poszczególnych eliminacjach | Wyniki w poszczególnych eliminacjach | Msc. | Pkt. |
| ---- | ------------------------- | ------------- | -------- | ------------------------------------ | ------------------------------------ | ------------------------------------ | ------------------------------------ | ------------------------------------ | ------------------------------------ | ------------------------------------ | ------------------------------------ | ------------------------------------ | ------------------------------------ | ------------------------------------ | ---- | ---- |
| 1956 |                           |               |          | ARG                                  | MCO                                  | 500                                  | BEL                                  | FRA                                  | GBR                                  | DEU                                  | ITA                                  |                                      |                                      |                                      | 25   | 1,5  |
| 1956 | Officine Alfieri Maserati | Maserati 250F | Maserati | 41                                   | -                                    | -                                    | -                                    | -                                    | -                                    | -                                    | -                                    |                                      |                                      |                                      | 25   | 1,5  |
| 1956 | Scuderia Guastalla        | Maserati 250F | Maserati | -                                    | -                                    | -                                    | -                                    | -                                    | -                                    | -                                    | 10                                   |                                      |                                      |                                      | 25   | 1,5  |
| 1958 |                           |               |          | ARG                                  | MCO                                  | NLD                                  | 500                                  | BEL                                  | FRA                                  | GBR                                  | DEU                                  | PRT                                  | ITA                                  | MOR                                  | 35   | 0    |
| 1958 | Scuderia Centro Sud       | Maserati 250F | Maserati | -                                    | NZ                                   | -                                    | -                                    | -                                    | 9                                    | NU                                   | -                                    | -                                    | NU                                   | 12                                   | 35   | 0    |

1 – samochód współdzielony z Chico Landim.